# Kościół św. Dominika w Krzynowłodze Małej
Kościół św. Dominika w Krzynowłodze Małej – kościół pw. św. Dominika we wsi Krzynowłoga Mała.
Pierwszy kościół w Krzynowłodze Małej powstał w XV wieku. Obecny budynek wzniesiono na początku XVI w. z fundacji Jana Łosia, podsędka ciechanowskiego, starosty pułtuskiego. W XVII w. dobudowano wieżę, przekształconą następnie w XIX i XX w. Wewnątrz kościoła barokowa chrzcielnica z pierwszej połowy XVIII w., kropielnica granitowa gotycka z XVI w., relikwiarz w formie krzyża z pierwszej połowy XVII w.
Kościół znajduje się na liście zabytków (numer rejestrowy zabytku A-410).